# دهستان تندو
دهستان تندو (به لاتین: Tendu Gewog) یک دهستان در کشور بوتان است که در ناحیهٔ سامتس واقع شده‌است. دهستان تندو ۱۳۲٫۵۲ کیلومتر مربع مساحت و ۶٬۱۷۵ نفر جمعیت دارد.